# Power over Ethernet

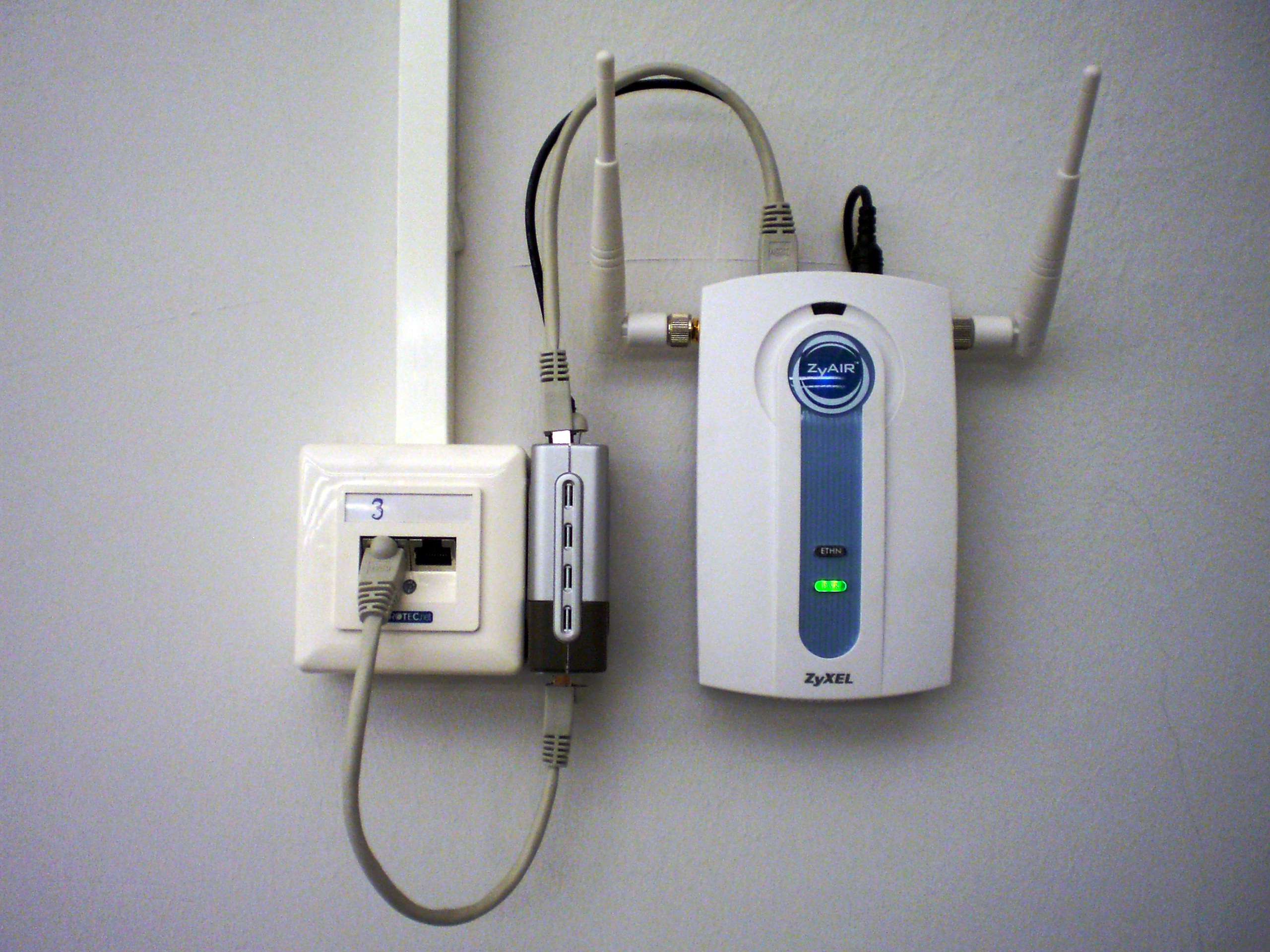
Un Access Point alimentato con PoE attraverso il modulo esterno

Power over Ethernet o PoE (suo acronimo) è una tecnica che, mediante alimentazione phantom, permette di alimentare alcuni dispositivi di rete come telefoni VoIP, telecamere IP ed access point utilizzando lo stesso cavo che li collega ad una rete locale Ethernet, a patto che sia del tipo twisted pair, attraverso l'utilizzo di uno switch di rete POE oppure un iniettore POE.
È molto utile allorché vi siano difficoltà nel reperimento di fonti elettriche in prossimità della terminazione o anche per ridurre il numero di elementi e cavi; ad esempio, un telefono IP su una scrivania può essere alimentato direttamente dal cavo di rete ethernet in Power over Ethernet, eliminando l'alimentatore e il relativo cavo e rendendo l'installazione più semplice e pulita.
In genere queste tecniche sono utilizzate soprattutto nell'alimentazione di apparecchiature che richiedono poca potenza, nell’ordine di poche decine di watt.
Se l'hardware di rete prevede apparecchiature di smistamento o concentrazione, l'alimentazione dovrà passare anche attraverso queste per alimentarle e/o per alimentare i terminali.
Lo IEEE ha definito le regole per PoE con la norma denominata IEEE 802.3af (limitata a 15,4 W per porta) e, successivamente, 802.3at (aumentando la potenza a 30 W per porta) anche conosciuta come PoE+.

## Principio di funzionamento
Il principio di funzionamento base è molto semplice, anche se le problematiche da affrontare per la trasmissione di alimentazione su una linea dati sono più di una: si tratta di adattare l'alimentazione secondo le specifiche del cavo utilizzato e lasciare all'apparecchiatura utilizzatrice il compito di riadattarle secondo le proprie necessità.
Le problematiche principali sono le seguenti: 
- una linea dati sicuramente non è congeniale alla trasmissione di forti correnti, anzi spesso per la velocità si sfrutta l'effetto pelle; per questo l'energia viene trasportata con tensioni elevate, senza superare però i limiti degli isolamenti;
- in secondo luogo, anche se si preferisce non superare la distanza di 100 m per questo tipo di trasporto, vi sono sempre problemi come interferenze e cadute di tensione; per questo spesso non si usa la corrente continua e si dota ogni terminale dell'elettronica che filtra, raddrizza, regola e stabilizza, secondo le proprie esigenze, l'alimentazione in arrivo.

## Terminologia

### Power sourcing equipment
L'alimentatore PoE (Power sourcing equipment, PSE) è ogni dispositivo che fornisce tramite cavo Ethernet la corrente e la tensione adatte al funzionamento di altri dispositivi PoE. Questo dispositivo può essere:
- uno switch di rete prossimo ai dispositivi da alimentare, comunemente detto endspan (nelle specifiche dello standard IEEE 802.3af viene chiamato terminale, endpoint);
- un dispositivo interposto tra uno switch o un hub non PoE e i dispositivi PoE da alimentare: un PoE injector, detto midspan.

Spesso il PSE deve prendere decisioni e in tal caso può essere relativamente complicato e prevedere addirittura una logica a microprocessore.
Dato che ogni produttore sceglie per i suoi dispositivi la tensione di alimentazione che preferisce, lo standard PoE prevede che il PSE eroghi una tensione nominale di 48 Volt, che può oscillare tra i 37 ed i 57 Volt: sarà poi compito di ogni PD trasformare questa tensione in quella a lui necessaria (di solito con convertitori DC/DC).
Per quanto riguarda la corrente, lo standard IEEE prevede una massima corrente di 400 mA (con un picco massimo di 450 mA - di solito il picco si verifica all'avvio del dispositivo): perciò, ogni PD potrà assorbire dal suo PSE al massimo 400 mA (450 mA all'avvio). Un PSE ben progettato interromperà l'alimentazione quando la corrente richiesta supera i 450 mA, come forma di protezione per evitare danni al PSE se il PD ha qualche malfunzionamento, oppure se c'è un corto circuito sul cavo.

### Powered device
Un powered device (PD) è ogni apparato alimentato tramite PoE, che consuma energia. Esempi ne sono i punti di accesso wireless, i telefoni VoIP, le telecamere IP.
Molti PD hanno un connettore ausiliario di alimentazione per un alimentatore esterno opzionale. A seconda di come è progettato, tramite l'ingresso ausiliario è possibile fornire l'alimentazione direttamente al dispositivo in parte, per intero o per niente, facendo così agire il connettore ausiliario come alimentazione di backup in caso di interruzione dell'alimentazione fornita dalla PoE.
Secondo le norme 802.3af, la massima potenza che può essere fornita a un PD è circa 15,4 W.
Poiché i dispositivi non sono tutti uguali, vengono divisi in cinque classi, di cui ognuna indica di quanta potenza il dispositivo necessita per funzionare:
| Classe          | Range potenza (Watt) |
| 0 (predefinita) | 0,44 - 12,95         |
| 1               | 0,44 - 3,84          |
| 2               | 3,84 - 6,49          |
| 3               | 6,49 - 12,95         |
| 4               | Riservata            |

Le potenze indicate in tabella sono quelle disponibili al PD, non quelle erogate dal PSE.
In altre parole, se l'access point ha bisogno di 10 W, lo switch dovrà erogare più di 10 W perché devono essere considerate le perdite del cavo. Ciascuna classe ha un valore minimo e uno massimo di potenza: il primo indica qual è la potenza a riposo del dispositivo, ovvero la minima potenza che il PSE deve fornire affinché il dispositivo resti acceso, e il secondo indica la massima potenza assorbibile dal PD.

## IEEE 802.3af
Il PSE o alimentatore è l'apparecchiatura che fornisce la corrente e la tensione adatte al funzionamento del PD.  Il PSE può essere integrato nelle apparecchiature che distribuiscono le linee dati Collegamento Endpoint o può essere inserito nella linea stessa tramite un iniettore Collegamento Midspan.
Seguendo le indicazioni della norma IEEE 802.3, il PD in PoE può essere rappresentato dallo schema a blocchi qui sotto.

### Protezione inversione polarità
Il primo blocco si rende necessario per evitare che un cavo ethernet incrociato oppure cablato male danneggi i dispositivi collegati o comprometta il funzionamento del sistema.
Le indicazioni della norma per questo blocco sono semplici: il PD deve poter operare correttamente anche con polarità invertita. Generalmente il primo blocco è costituito da un semplice raddrizzatore a ponte.

### Secondo blocco
Il PD deve inoltre lavorare agevolmente nell'intervallo di tensione da 21 V a 48 V e contemporaneamente il sistema deve essere compatibile anche con le apparecchiature costruite per la sola alimentazione 24 V; cioè l'alta tensione (48V) non deve essere applicata a chi non la sopporta. Esistono quindi due situazioni: la prima consiste nel fornire un'alimentazione fissa di 24 V che per caduta di tensione sul cavo può scendere anche a 21 V; la seconda, in cui vengono valutate la tensione e la corrente come descritto nel seguito.
Per questa valutazione è stato introdotto il secondo blocco, composto da due elementi: una resistenza di riferimento da 25 kΩ (130 mW@57 V) e un generatore di corrente costante che in questo caso prende il nome di circuito di classificazione. L'alimentatore compatibile 802.3af alla sua accensione controlla che il cavo di uscita sia collegato e poi applica inizialmente una tensione compresa tra 2,7 V e 10,1 V e misura la resistenza da 25 kΩ che dovrebbe trovarsi al di là del cavo e al di là del raddrizzatore a ponte. Se la resistenza di riferimento non viene trovata considera l'utilizzatore non compatibile 802.3af e imposta la sua tensione di uscita a 24 V; se invece la lettura è positiva inizia la seconda fase in cui viene fornita una tensione compresa tra 14,5 V e 20,5 V, nel PD entra in funzione il circuito di classificazione, l'alimentatore misura la corrente erogata e in base a questa classifica l'utilizzatore secondo la seguente tabella:
| Classe | Corrente misurata (mA) | Range potenza utilizzatore (W) | Note       |
| ------ | ---------------------- | ------------------------------ | ---------- |
| 0      | da 0 a 4               | da 0,44 a 12,95                | standard   |
| 1      | da 9 a 12              | da 0,44 a 3,84                 | opzione1   |
| 2      | da 17 a 20             | da 3,84 a 6,49                 | opzione2   |
| 3      | da 26 a 30             | da 6,49 a 12,95                | opzione3   |
| 4      | da 36 a 44             | riservato                      | uso futuro |

### Terzo blocco
Il terzo blocco è stato introdotto per far operare l'utilizzatore solo a tensioni superiori ai 35V, dopo la fase di classificazione l'alimentatore fornirà 48 V e quindi l'utilizzatore funzionerà correttamente anche con una caduta di tensione sul cavo di (48-35) V=13 V. Nelle specifiche 802.3af non è indicata una soglia per lo spegnimento che potrebbe avvenire quando la tensione entra nell'intervallo tra 30 V e 35 V, innalzando ulteriormente la tolleranza alla caduta di tensione. Per completezza nei calcoli teorici la norma considera generalmente un valore di 20 ohm di resistenza equivalente somma del contributo del cavo e delle connessioni.

### Quarto blocco
Infine il quarto blocco regola la tensione a seconda delle necessità dell'utilizzatore, infatti le tipiche alimentazioni sono 12 V, 5 V e oggi anche 3,3 V. Questo blocco deve regolare la tensione in uscita funzionando correttamente alla corrente massima prevista nell'intervallo di tensionie di ingresso tra i 21 V e 57 V.
Per quanto riguarda la potenza finale, secondo le specifiche 802.3af con una potenza di carico di 12,95 W (350 mA a 37 V) e considerando un rendimento dell'80% del convertitore DC/DC non è possibile fornire all'utilizzatore una potenza superiore a 10,36 W.

### Connessioni
Nella connessione Ethernet il cavo generalmente utilizzato contiene quattro coppie collegate al connettore RJ-45; nelle reti a 10 Mbit/s e 100 Mbit/s sono utilizzate solo due delle coppie per la trasmissione dati, la prima collegata ai pin 1 e 2, la seconda ai pin 3 e 6; nelle reti a 1 Gbit/s tutte le coppie sono usate per la trasmissione dati. Quindi nelle reti a 10 Mbit e a 100 Mbit sono quindi possibili tre tipi di connessione:
- nel primo si utilizzano le coppie a disposizione, quelle non utilizzate per la trasmissione dati, secondo lo schema definito dalle 802.3 Midspan PSE, in questa alternativa l'alimentazione è fornita in una interruzione del cavo;
- nel secondo si utilizzano sempre le coppie a disposizione, secondo lo schema definito dalle 802.3 Endpoint PSE - alternativa B, in questa alternativa è il dispositivo di distribuzione switch che fornisce l'alimentazione;
- nel terzo si utilizzano le stesse linee dati, questo tipo di iniezione può essere effettuata esclusivamente dal dispositivo di distribuzione switch e deve essere opportunamente predisposto poiché come si vede nello schema definito dalle 802.3 Endpoint PSE - alternativa A il collegamento avviene attraverso la presa centrale del trasformatore d'impulsi.

Questa ultima alternativa è ovviamente l'unica possibile per le reti 1 Gbit che utilizzano tutte le coppie per la trasmissione dei dati.
Nello schema sembra che entrambi i conduttori della coppia siano cortocircuitati, invece in tutti i casi citati in precedenza nel PSE ogni conduttore è collegato a un piccolo alimentatore parallelabile (parallelato nel PD). Questo significa che la corrente totale viene erogata in parti uguali su ogni conduttore o su ogni coppia nel caso di iniezione sulla linea dati.

## Schemi

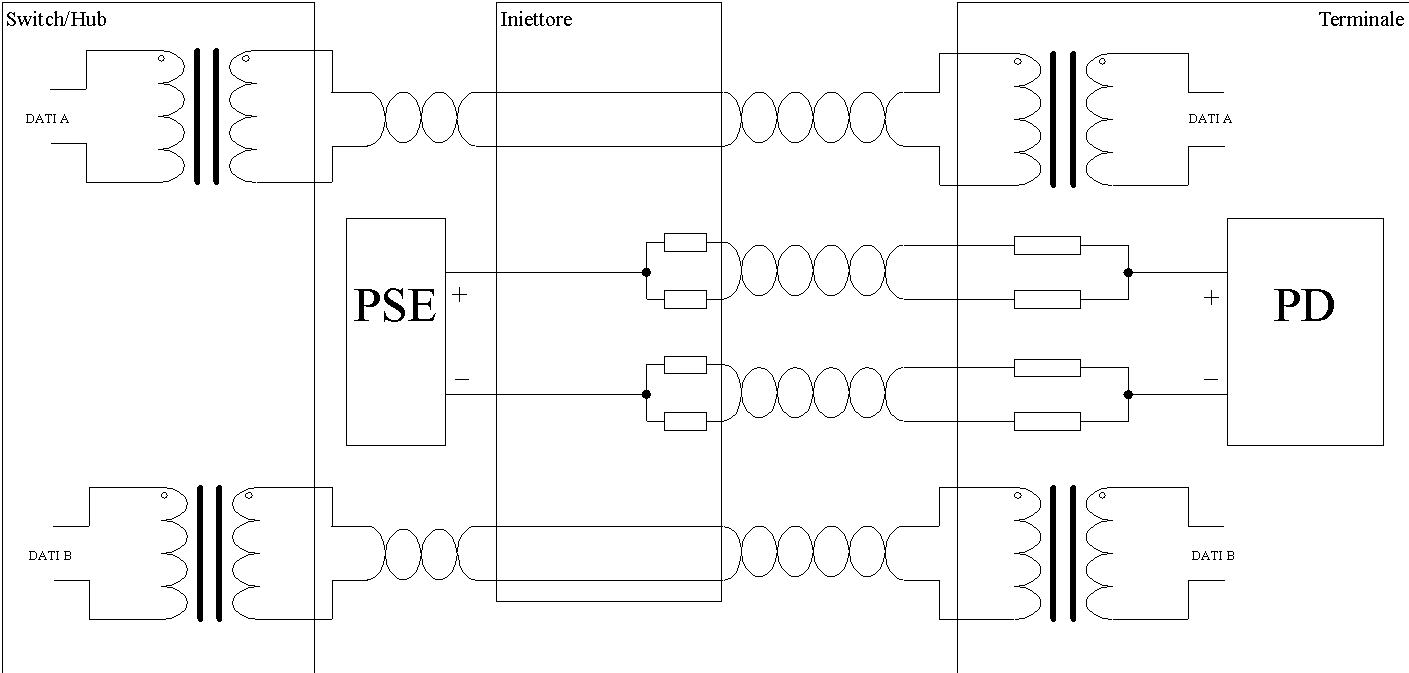
Midspan PSE
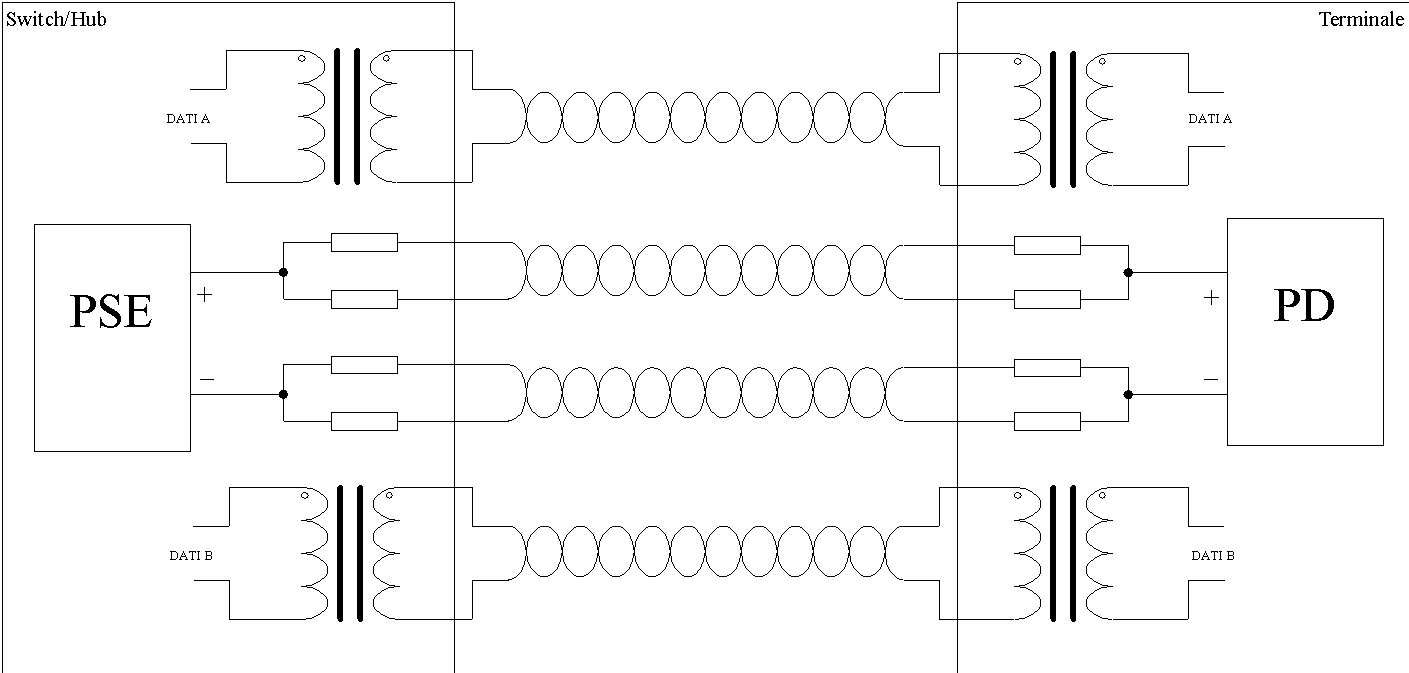
Endpoint PSE alt B
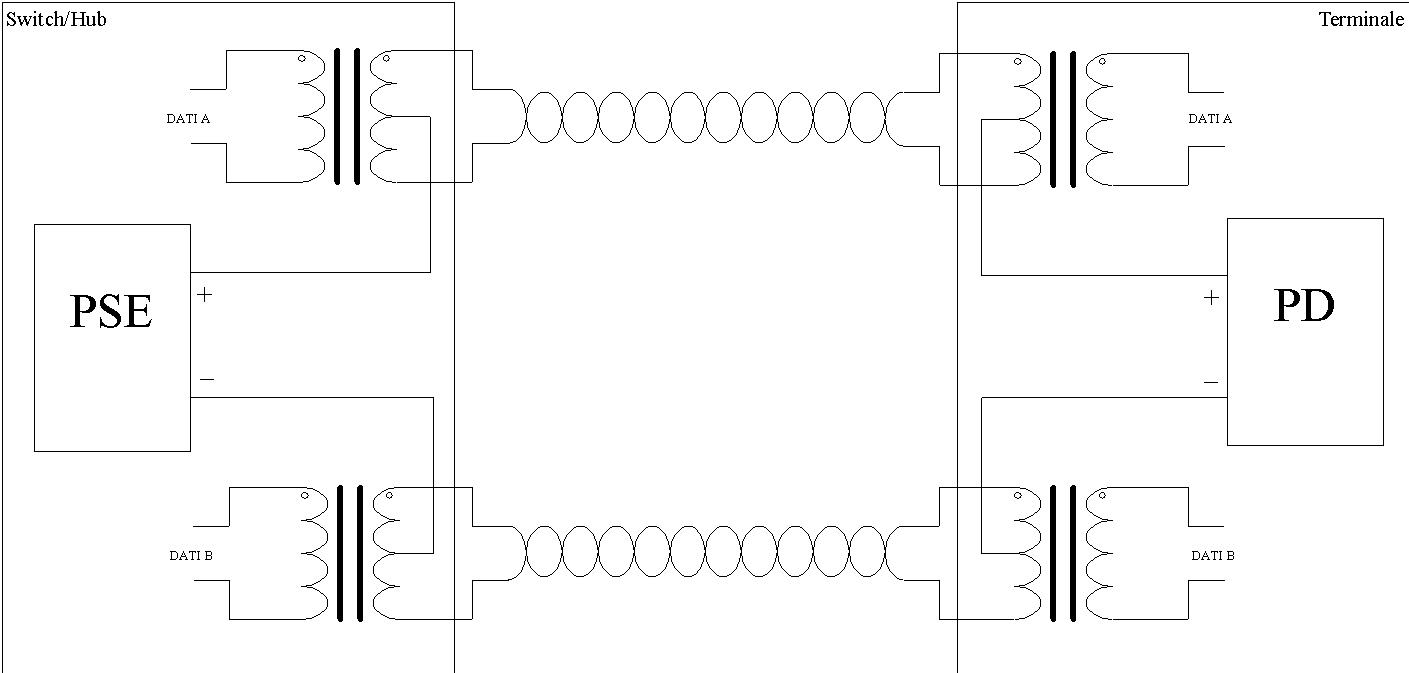
Endpoint PSE alt A